# Porpita umbela
Porpita umbela är en nässeldjursart som beskrevs av Müller 1776. Porpita umbela ingår i släktet Porpita och familjen Porpitidae. Inga underarter finns listade i Catalogue of Life.